# Ушаков Геннадій Володимирович
Геннадій Володимирович Ушаков (нар. 23 березня 1957, Одинцово, Московська область, СРСР) — радянський хокеїст, воротар.

## Біографічні відомості
Вихованець хокейної школи московського «Динамо». Виступав у іжевській «Іжсталі», московських «Крилах Рад», череповецькому «Металургу», воскресенському «Хіміку», харківському «Динамо», «Целе» (Словенія), «Ладі» з Тольятті й московському «Спартаку».
Кольори харківської команди захищав протягом семи сезонів. Вважався одним з найкращих голкіперів першої ліги СРСР свого часу. За чотири сезони у вищій лізі провів 61 матч (197 пропущенних шайб); у тому числі за харків'ян — 30 (101). Третій воротар команди з Тольятті — переможця Міжнаціональної хокейної ліги в сезоні 1993/94. Майстер спорту міжнародного класу.

## Статистика
| Сезон   | Клуб                    | Ліга      | І  | ПГ | КН   | ШХ |
| ------- | ----------------------- | --------- | -- | -- | ---- | -- |
| 1977-78 | «Іжсталь» (Іжевськ)     | СРСР-2    | 36 |    |      |    |
| 1978-79 | «Іжсталь» (Іжевськ)     | СРСР-2    | 44 |    |      |    |
| 1979-80 | «Іжсталь» (Іжевськ)     | СРСР      | 5  | 19 | 3.80 | 0  |
| 1980-81 | «Крила Рад» (Москва)    | СРСР      | 9  | 22 | 2.44 | 0  |
|         | «Крила Рад» (Москва)    | перехідна | 8  |    |      |    |
| 1981-82 | «Металург» (Череповець) | СРСР-2    | 46 |    |      |    |
| 1982-83 | «Хімік» (Воскресенськ)  | СРСР      | 17 | 55 |      | 0  |
| 1983-84 | «Металург» (Череповець) | СРСР-2    | 58 |    |      |    |
| 1984-85 | «Динамо» (Харків)       | СРСР-2    | 34 |    |      |    |
| 1985-86 | «Динамо» (Харків)       | СРСР-2    | 61 |    |      |    |
| 1986-87 | «Динамо» (Харків)       | СРСР-2    | 58 |    |      |    |
| 1987-88 | «Динамо» (Харків)       | СРСР-2    | 25 |    |      |    |
| 1988-89 | «Динамо» (Харків)       | СРСР      | 14 | 55 | 3.93 | 0  |
|         | «Динамо» (Харків)       | перехідна | 29 |    |      |    |
| 1989-90 | «Динамо» (Харків)       | СРСР      | 16 | 46 |      | 4  |
|         | «Динамо» (Харків)       | перехідна | 15 |    |      |    |
| 1990-91 | «Динамо» (Харків)       | СРСР-2    | 48 |    | 2.93 |    |
| 1993-94 | «Лада» (Тольятті)       | МХЛ       | 5  | 4  | 1.24 |    |
| 1996-97 | «Спартак» (Москва)      | Росія     | 13 |    | 3.40 |    |
| 1998-99 | МДУ (Москва)            | Росія-4   | 9  |    |      |    |